# Квезал червонодзьобий
Квезал червонодзьобий (Pharomachrus pavoninus) — вид птахів родини трогонових (Trogonidae).

## Поширення
Вид поширений у басейні Амазонки. Трапляється в Бразилії, Венесуелі, південному сході Колумбії, сході Еквадору та Перу і півночі Болівії. Мешкає у тропічних низовинних вологих лісах.

## Спосіб життя
Живиться фруктами, комахами і дрібними хребетними.